# Pedro José Aradaiz Egüés
Pedro José Aradaiz Egüés (Pamplona, 14 de juliol de 1951) és un polític i tècnic informàtic navarrès.

## Carrera política
Va ser membre del Parlament de Navarra durant la legislatura de 1983-87. Entre 1986 i 2000 va ser senador. La seua carrera al Senat acabà perquè la nova direcció del PSN-PSOE, dirigida per Juan José Lizarbe, el va substituir per Carlos Chivite. Javier Iturbe el va nomenar cap de gabinet de la Mancomunitat de la Comarca de Pamplona.
Ardaiz va ser un dels qui va defendre el 2004 la "renovación" del partido, donant suport a Carlos Chivite, qui més endavant esdevení secretari general del PSN. El 2012 esdevení director gerent de l'empresa pública Nasuvinsa.